# St. Elisabeth (Opladen)

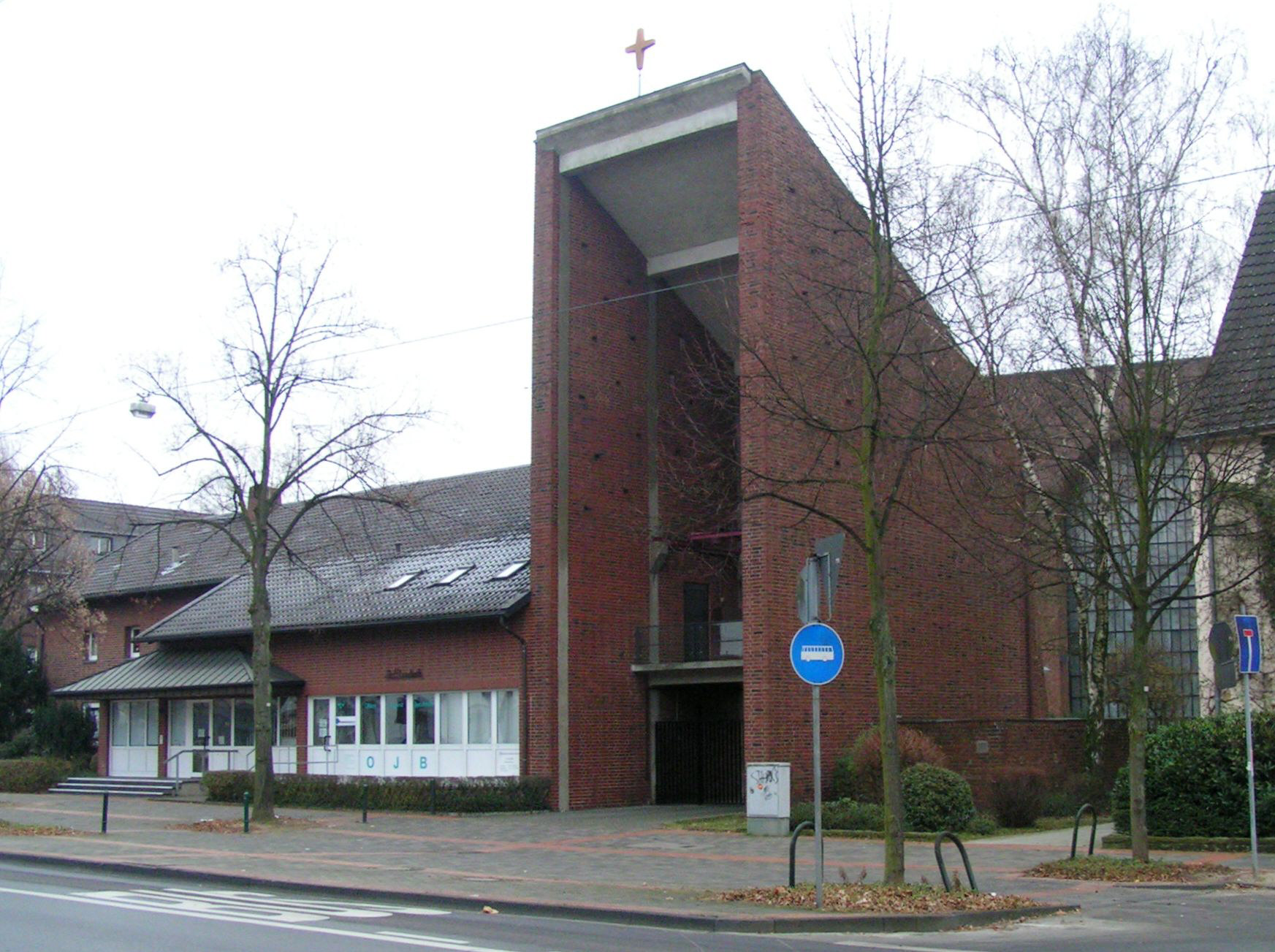
Gebäudekomplex der Kirche St. Elisabeth Opladen, rechts der Glockenturm, dahinter das Kirchengebäude; links das Jugendheim

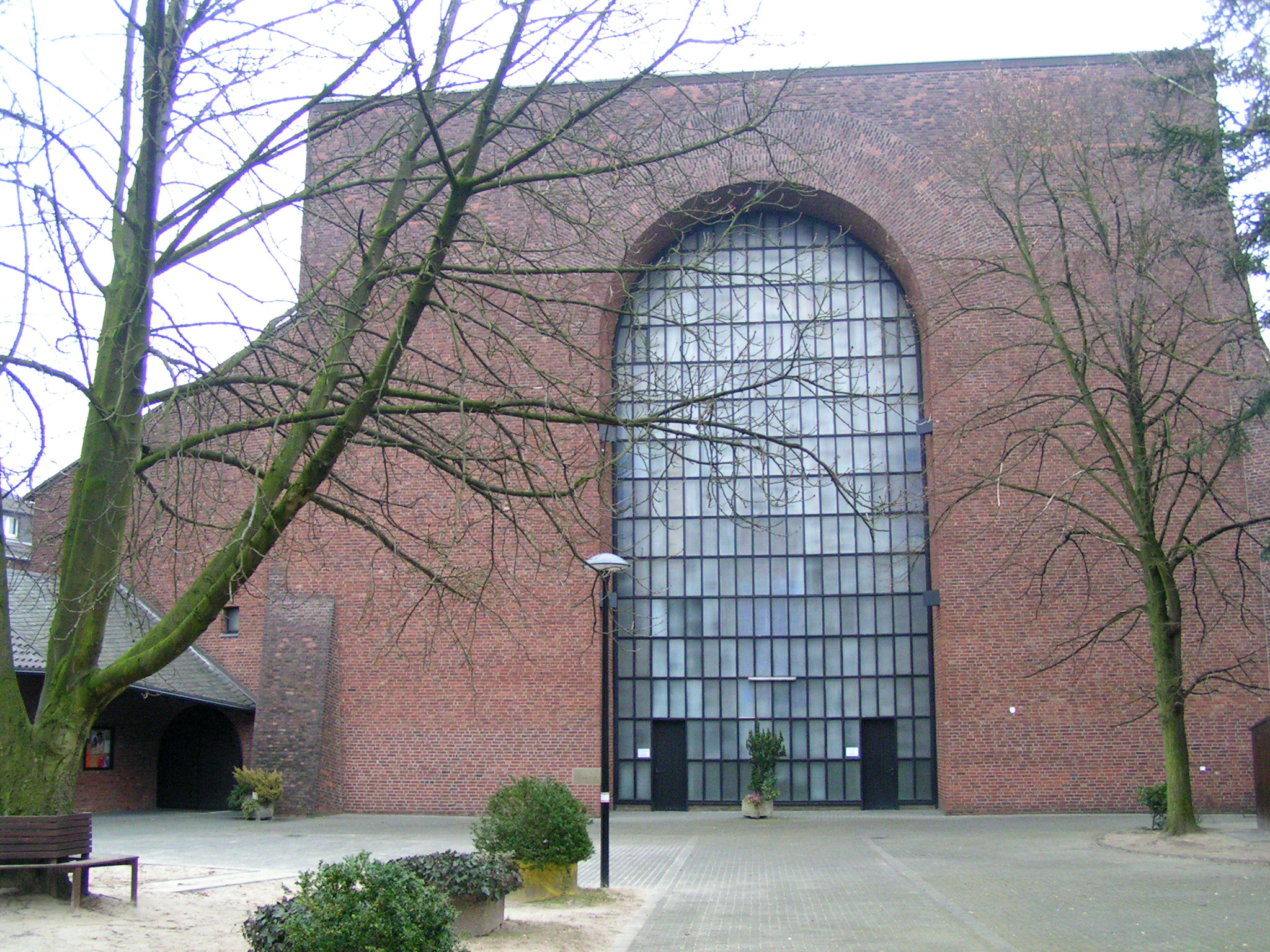
Innenhof und Kirchengebäude mit dem Glasfenster

Die Kirche St. Elisabeth wurde 1957 fertiggestellt und ist damit die jüngste Kirche in Leverkusen-Opladen. Sie trägt das Patrozinium der heiligen Elisabeth von Thüringen und ist durch ihre schlichte Backsteinarchitektur ein auffälliges Beispiel sakraler Nachkriegsarchitektur. Sie steht unter Denkmalschutz.

## Geschichte
Bereits 1929 hatte die Pfarrei St. Remigius, damals noch die einzige Pfarrei in Opladen, das Grundstück der heutigen St.-Elisabeth-Kirche gekauft und einen Kirchbauverein gegründet. Erst 1945 kam es jedoch zur Gründung eines Pfarr-Rektorats im Südosten Opladen. Zunächst wurde die Kapelle des ehemaligen Gymnasiums Aloysianum genutzt, das zu dieser Zeit als Opladener Rathaus diente. 1955 wurde das Rektorat schließlich zur selbständigen Gemeinde St. Elisabeth.
Bereits 1952 wurde der Kindergarten eröffnet. 1954 wurde mit dem Bau von Jugendheim und Glockenturm begonnen, der 1956 abgeschlossen wurde.
1956–1957 wurde das eigentliche Kirchengebäude nach Plänen von Emil Steffann errichtet, dessen architektonische Grundsätze die Gestaltung deutlich prägen. Die ungewohnte Architektur führte zunächst zu heftiger Kritik aus der Bevölkerung, die in den Folgejahren erst langsam abklang. Der gesamte Kirchenkomplex besteht aus unverputztem Ziegelmauerwerk. Ein großer gepflasterter Hof wird auf drei Seiten eingerahmt vom Kirchengebäude, Pfarrhaus, Sakristei, Kindergarten, Jugendheim, Gemeindebüro und dem offenen Glockenturm. Die vierte Seite wird durch eine Mauer vom benachbarten Wohngebiet abgegrenzt.
Das Kirchengebäude besitzt im Wesentlichen einen quadratischen Grundriss. Nach oben wird es durch ein Pultdach abgeschlossen, das sich zur Fensterseite erhebt. Auf einer Seite des Gebäudes wird es durch eine Seitenkapelle erweitert, in der kleinere Gottesdienste stattfinden. Darüber, durch einen großzügigen Bogen zum Kirchengebäude hin geöffnet, befindet sich die Orgelempore mit der 1961 eingeweihten Orgel. Auch das Innere des Kirchengebäudes besteht aus unverputztem Ziegelmauerwerk. Die Kirche wird durch ein einziges, über 16 m hohes Fenster erleuchtet, das damit das größte Holzfenster Europas ist.
1964 begann der Bau der Pfarrbücherei und des Pfarrhauses; 1992 wurde das Fenster nach Entwürfen von Paul Weigmann buntverglast.
Zum 1. Januar 2010 haben sich die Gemeinden Hl. Drei Könige, St. Elisabeth, St. Engelbert, St. Michael und St. Remigius aufgelöst und zur neuen Pfarrgemeinde St. Remigius Opladen zusammengeschlossen. Ab dem 1. September 2022 bildet die Pfarrei St. Remigius mit der Pfarrei St. Maurinus und Marien den Sendungsraum St. Maurinus und Marien und St. Remigius mit gemeinsamem Seelsorgerteam und insgesamt sieben Kirchorten.

## Glocke und Orgel
Die einzige Kirchenglocke von St. Elisabeth wurde 1783 von Alexius Petit dem Älteren aus Aarle-Rixtel in den Niederlanden gegossen. Sie hat einen Durchmesser von 640 mm und wiegt 173 kg. Der Schlagton ist es2 +6.
Die Orgel wurde 1961 von Walcker Orgelbau als Opus 4101 gebaut. Sie verfügt über  1720 Pfeifen in 17 Registern auf zwei Manualen und Pedal.